# Große Synagoge von Florenz

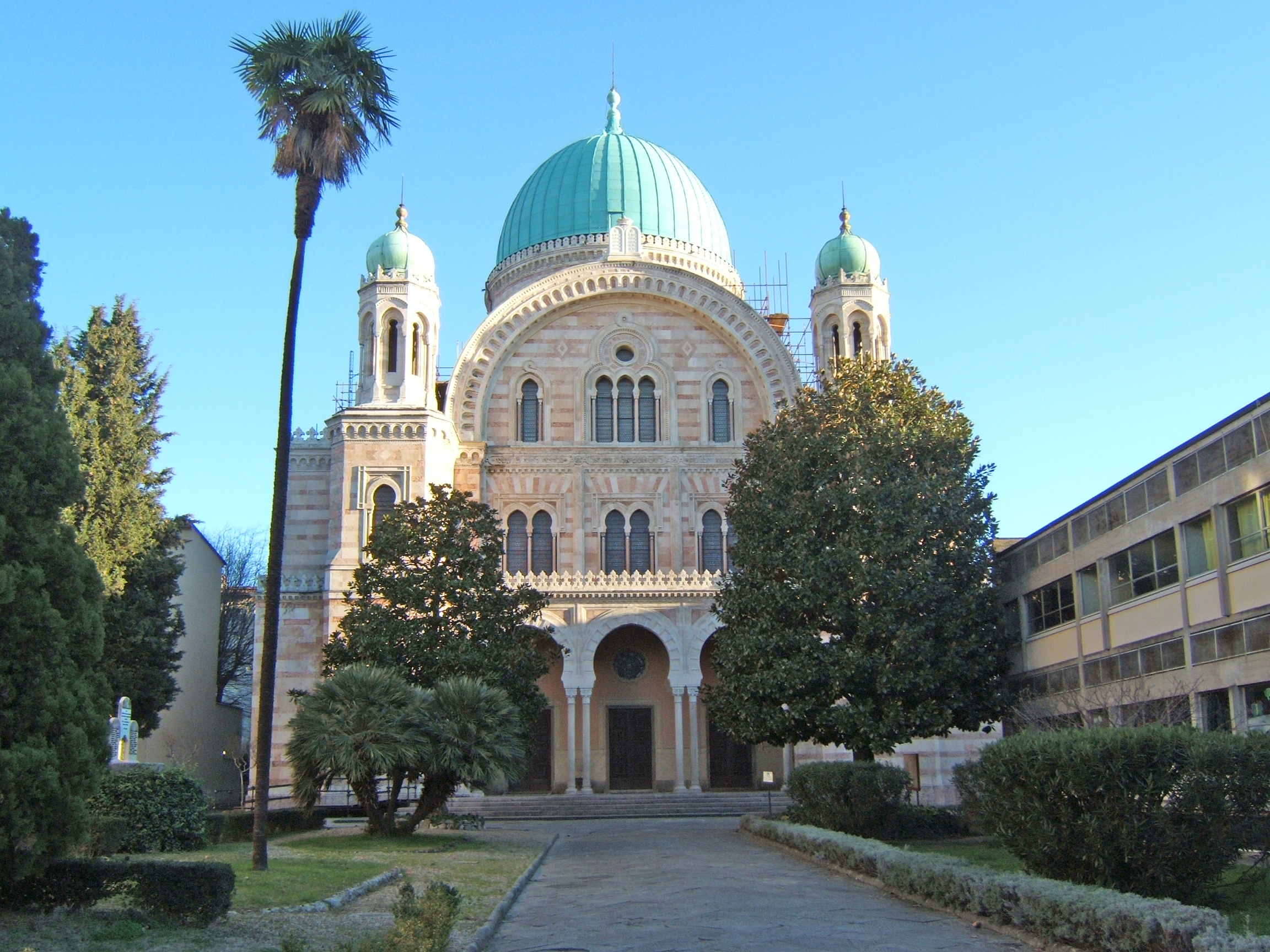
Große Synagoge von Florenz

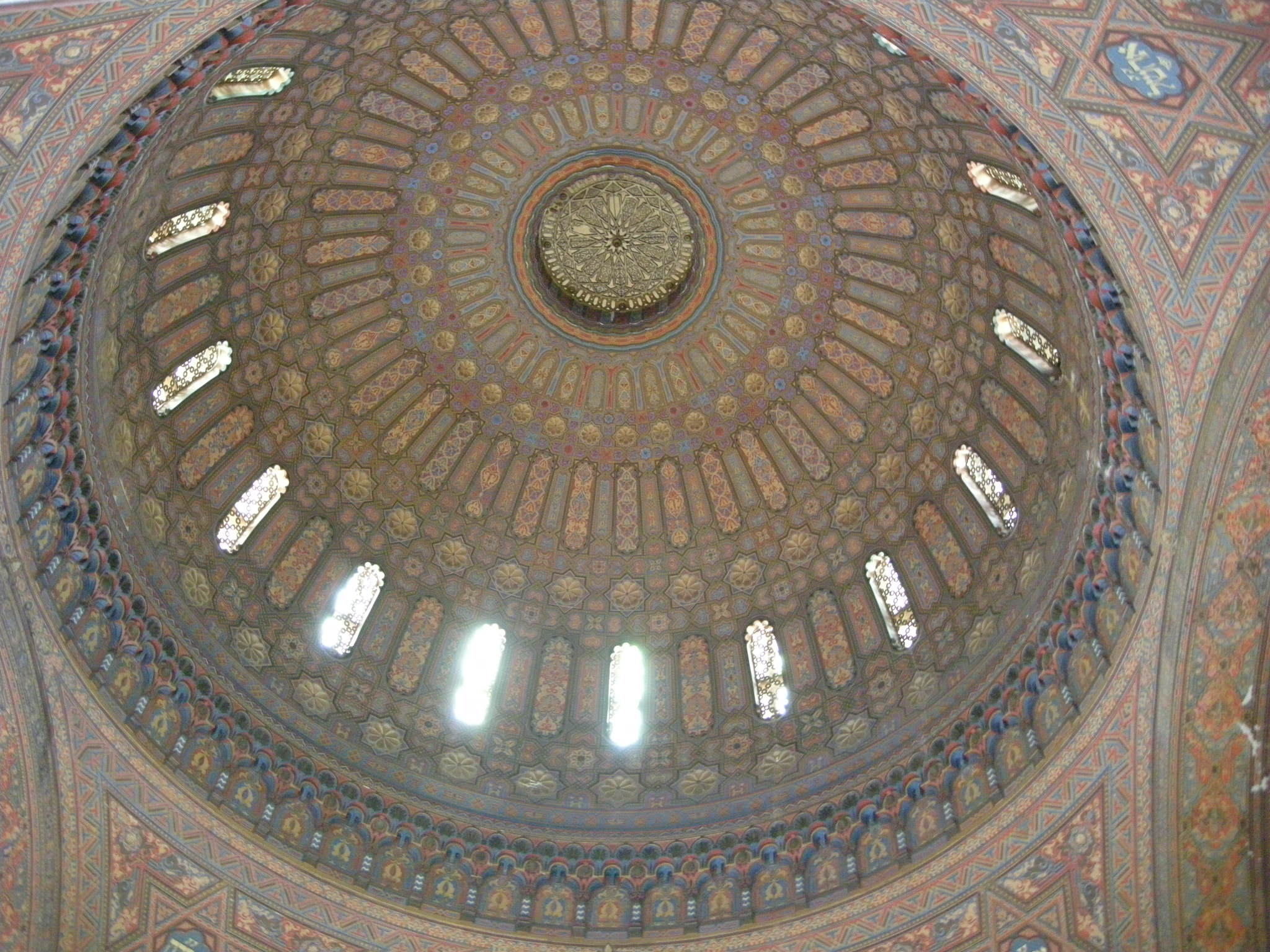
Kuppel der Synagoge

Die Große Synagoge von Florenz oder der Tempio Maggiore ist eine bedeutende Synagoge in Florenz.

## Jüdische Gemeinde in Florenz
Die jüdische Gemeinde in Florenz zählt etwa 2000 Menschen. Sie hat eine lange Geschichte, die vermutlich bis zur Römerzeit zurückreicht, als im Oltarno, außerhalb der Stadtmauern südlich des Arno, eine kleine jüdische Gemeinde lebte. Gesichert ist, dass im 13. Jahrhundert eine erste Synagoge erbaut wurde.

## Neue Synagoge
Die neue Synagoge wurde von 1874 bis 1882 erbaut. Architekten waren Mariano Falcini, Professor Vincente Micheli und Marco Treves, der jüdischen Glaubens war. Der Bau integrierte architektonische Traditionen des Islams und von Italien.
Schichten aus Travertin und Granit wechseln sich im Aufbau ab und erzeugen einen gestreiften Effekt wie beim Dom von Siena. Alte Fotografien zeigen dicke rote und beige Streifen, aber die satten Farben des Steins sind im Lauf der Zeit verblasst und haben dadurch ein gesprenkeltes Aussehen erzeugt.
Die Gesamtform der Synagoge orientiert sich am kreuzförmigen Grundriss der Hagia Sophia. Die Eckaufsätze weisen hufeisenförmig gewölbte Aufsätze auf, die ihrerseits mit Zwiebelhauben maurischer Art versehen sind. Drei Hufeisenbögen bilden den Haupteingang, darüber erheben sich die Reihen der Ajimez-Fenster, die sich mit ihren gepaarten Hufeisenbögen eine einzige Säule teilen.
Innerhalb des Gebäudes ist jeder Quadratzentimeter mit farbigen Mustern im maurischen Design versehen. Die Innenmosaike und Fresken sind von Giovann Panti. Giacomo Del Medico entwarf den großen Bogen.

## Zweiter Weltkrieg
Während des Zweiten Weltkrieges benutzte die deutsche Wehrmacht die Synagoge als Fahrzeuggarage. Im August 1944 wollten Naziverbände im Rückzug zusammen mit italienischen Faschisten die Synagoge sprengen. Der italienische Widerstand konnte jedoch die meisten Sprengsätze entschärfen, sodass sich die Schäden in Grenzen hielten. Die Synagoge wurde nach dem Krieg repariert. Sie wurde wiederum nach dem Schaden durch eine große Überschwemmung 1966 repariert.

## Replik der Großen Synagoge
Die Große Synagoge von Florenz diente vielfach als Modell. Eine Replik ist der 1982 erbaute Eutaw Place Tempel von Temple Oheb Shalom, (Baltimore, Maryland).